# Broke & Famous
Broke & Famous es el nombre del primer y único álbum de estudio de los cantantes de reguetón Ñejo & Dálmata. Fue publicado el 11 de diciembre de 2007 bajo el sello Universal Music Latino.
Cuenta con las colaboraciones de Arcángel, Tego Calderón, Voltio, Los Rabanes, Chyno Nyno y LT El Unico. Alcanzó la posición #8 en la lista Latin Rhythms Albums y la posición #9 en la lista Top Heatseekers (South Atlantic) de Billboard.

## Lista de canciones
| N.º      | Título                    | Interprete(s)                           | Duración |  |
| 1.       | «Intro»                   | Ñejo & Dálmata                          | 1:30     |  |
| 2.       | «Hoy Me Atrevo»           | Ñejo & Dálmata                          | 3:29     |  |
| 3.       | «Mírala»                  | Dálmata                                 | 3:30     |  |
| 4.       | «Un Call»                 | Ñejo                                    | 3:21     |  |
| 5.       | «Algo Musical»            | Ñejo & Dálmata, Arcángel                | 3:55     |  |
| 6.       | «See You Mami»            | Dálmata                                 | 3:38     |  |
| 7.       | «Yo quisiera»             | Ñejo                                    | 4:24     |  |
| 8.       | «Miénteme»                | Dálmata                                 | 3:43     |  |
| 9.       | «Por Allá Por Donde Vivo» | Ñejo                                    | 3:11     |  |
| 10.      | «Mi día de suerte»        | Dálmata                                 | 4:26     |  |
| 11.      | «Mundo Artificial»        | Ñejo & Dálmata, Chyno Nyno, LT El Único | 4:32     |  |
| 12.      | «Así Es La Vida»          | Ñejo                                    | 3:37     |  |
| 13.      | «Pasarela (Remix)»        | Dálmata, Los Rabanes                    | 3:25     |  |
| 14.      | «No Es Lo Mismo»          | Ñejo, Tego Calderón, Julio Voltio       | 4:38     |  |
| 15.      | «Se Va, Se Va»            | Dálmata                                 | 3:03     |  |
| 16.      | «Como Los Quiero»         | Ñejo                                    | 4:46     |  |
| 17.      | «Triste y Sola»           | Ñejo & Dálmata                          | 3:15     |  |
| 18.      | «Sexo En La Playa»        | Dálmata                                 | 3:38     |  |
| 19.      | «Violento»                | Ñejo                                    | 3:23     |  |
| 20.      | «Pasarela»                | Dálmata                                 | 3:47     |  |
| 21.      | «No quiere novio»         | Ñejo                                    | 3:05     |  |
| 01:16:13 |                           |                                         |          |  |

## Posicionamiento en listas
| Listas (2007)                        | Mejor posición |
| ------------------------------------ | -------------- |
| Estados Unidos (Latin Rhythm Albums) | 8              |
| Estados Unidos (Top Heatseekers)     | 9              |